# Tafu-Maka
Pour les articles homonymes, voir Maka.
Le Tafu-Maka est un volcan sous-marin des Tonga situé dans l'océan Pacifique.